# Battlezone (игра, 1980)
Battlezone — аркадная игра, выпущенная Atari в ноябре 1980 года. В игре используется векторная трёхмерная графика с горизонтальным чёрно-белым векторным монитором (с красно-зелёной накладкой). Благодаря новизне игрового процесса и графики, игра была популярной в течение долгого времени.

## Разработка
Векторная технология игры очень похожа на использованную в таких играх, как Asteroids. Дизайнером игры был Эд Ротберг (англ. Ed Rotberg), разработавший много игр для Atari Inc., Atari Games и Sente.

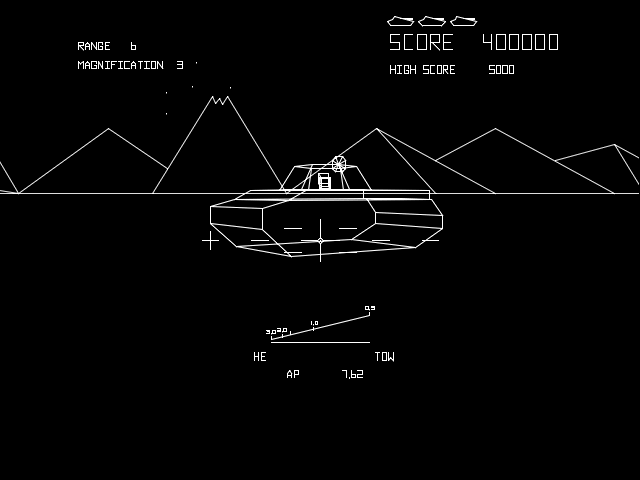
Скриншот The Bradley Trainer

Была также выпущена версия, названная The Bradley Trainer (также известна как Army Battlezone или Military Battlezone), которая предназначалась для использования Вооружёнными силами США для тренировки стрелков M2 «Брэдли». Некоторые из разработчиков Atari отказались работать над этим проектом из-за связи его с вооружёнными силами, в частности, основной разработчик оригинальной Battlezone Эд Ротберг. Ротберг согласился участвовать в разработке лишь после того, как ему пообещали, что он не будет больше ничего делать для военных в будущем. Только два автомата с данной игрой были произведены: один был поставлен в вооружённые силы и считается утерянным, второй хранится в частной коллекции Скотта Эванса, который нашёл его в мусорном баке на задней парковке Midway Games. Данная версия игры сильно отличается от оригинала и включает вертолёты, ракеты и пулемёты; кроме того, танк в ней не движется, только вращаются пушки.
Из-за использования псевдотрёхмерной графики от первого лица, а также «видоискателя», к которому приставляет лицо игрок, Battlezone считается первой игрой, использующей технологию виртуальной реальности.

## Игровой процесс
Игра проходит на равнине. На горизонте находятся горы и извергающийся вулкан, серп Луны и различные геометрические тела (например, пирамиды или параллелепипеды). На экране также имеется радар, на котором точками отмечаются враги. Игрок должен найти и уничтожить медленно движущиеся танки и быстро движущиеся супертанки. Кроме того, появляются НЛО в форме блюдца и самонаводящиеся ракеты, уничтожение которых даёт бонусные очки. НЛО не стреляют в игрока и не появляются на радаре. Если в игрока стреляют, он может спрятаться за каким-либо объектом или совершать быстрые манёвры, чтобы получить возможность совершить ответный выстрел. Препятствия в игре неразрушимы и могут блокировать движение танка игрока. Они полезны для того, чтобы укрыться от вражеского огня.

## Игровой автомат

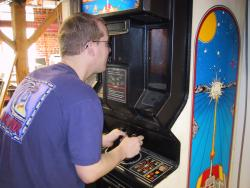
В игровом автомате этой версии Battlezone есть «перископ» и два джойстика для управления движением танка игрока.

Battlezone использовала обычный вертикальный автомат с необычным «перископом», в который игрок должен был смотреть. В более поздней версии перископ убрали для удобства наблюдения за игрой и улучшения положения игроков, которые не доставали до перископа. Была также представлена уменьшенная версия автомата с наклонённым вверх экраном и без перископа. Горизонтальная версия тестировалась как прототип, но не пошла в серию. Управление состояло из левого и правого джойстиков, которые могли двигаться только по вертикальной оси. Каждый джойстик управлял движением одной гусеницы танка. На одном из джойстиков была кнопка для стрельбы во врага.

## Восприятие
Журнал Computer and Video Games присвоил Spectrum-версии Battlezone оценку 30 баллов из 40, похвалив ее за использование интересных техник программирования, такие как реализация удаления скрытых линий. Рецензент сравнил игру с 3D Tank Duel, аналогичной игрой от Realtime Games Software, и отметил, что последняя незначительно превосходит официальный порт. 